# 附城镇 (海丰县)
附城镇是中国广东省汕尾市海丰县下辖的一个镇，位于海丰县城的南部。附城镇总面积为69.24平方公里，下辖4个社区和14个行政村，总人口55754人。